# 사이안산 암모늄
사이안산 암모늄(영어: ammonium cyanate)은 시성식이 NH4OCN인 무기 화합물이다. 사이안산 암모늄은 무색의 고체이다.

## 구조와 반응
|  |

사이안산 암모늄의 구조는 X-선 결정학에 의해 확인되었다. C−O의 거리는 1.174(8) Å 이고, C−N의 거리는 1.192(7) Å이며, 이는 O=C=N−에 대한 설명과 일치한다. NH4+는 O가 아니라 N과 수소 결합을 형성한다.
1828년에 독일의 화학자 프리드리히 뵐러는 무기 화합물인 사이안산 암모늄을 단순히 가열함으로써 동물의 오줌 속에 들어있는 유기 화합물인 요소를 합성하였다. 이로 인해 이전에 옌스 야코브 베르셀리우스가 제안한 생기론이 폐기되었다.
NH+
4 + OCN−
 → (NH
2)
2CO